# Андроник Асен Закария
Андроник Асен Закария (на латински: Andronikos Asen Zaccaria; на гръцки: Ανδρόνικος Ασάν Ζαχαρίας, * ?, † 1401 г.) е латински аристократ, барон на Халандрица и Аркадия, велик конетабъл на Княжество Ахея. 
Андроник Асен Закария е син на генуезкия барон Чентурионе І Закария и Елена Асенина, дъщеря на Андроник Асен, син на българският цар Иван Асен III. По бащина линия произхожда от генуезката династия Закария, владетели на Фокея и остров Хиос, а по майчина-от българската царска династия на Асеневци. Баща му е един от най-силните барони на Княжество Ахея, като владее Дамала, Естамира, Халандрица и Лисареа.           
За пръв път Андроник Асен е споменат в края на 1373 или началото на 1374 година, когато е избран от бароните на Ахейското княжество за баюл. По-късно е заменен на този пост от Франсоа дьо Сан Северино, изпратен от кралица Джована I Анжуйска. Между 1374 и 1376 година Андроник Асен и брат му Мартино са сред латинските рицари, воюващи успешно срещу византийците при крепостта Гардики.
Около 1386 година беща му Чентурионе Закария умира и Андроник Асен получава в наследство баронството Халандрица и титпата велик конетабъл на Ахея. Преди 1388 година Той се жени за дъщерята на Ерар льо Мор, барон на Аркадия и след като през 1388 г.  баронът умира, Закария присъединява Аркадия към владенията си. Сестра му - Мария II Закария се жени за Педро де Сан Суперано, един от капитаните на Наварската компания и по-късно принц на Ахея (1396–1402), което позволява на Андроник Закария да заеме първостепенна позиция в княжеството, наравно само с архиепископа на Патра. Андроник Асен Закария умира през 1401 г. и е наследен от най-големия си син Чентурионе II Асен Закария, който през 1404 г. става последния принц на Ахея. Чентурионе се жени за Креуса - племеница на Карло I Токо, граф на Кефалония и Закинтос и управлява до 1430 г., когато княжеството му е завлдяно от Деспоство Морея.

## Семейство
От брака си с Мавро льо Мор, Андроник има четирима сина:
- Чентурионе II Асен Закария, Принц на Ахея 1404–1430. Баща на Катерина Асенина Закария.
- Ерар IV Закария
- Бенедикт Закария
- Стефан Закария, латински архиепископ на Патра 1404–1424